# Исланд на Светском првенству у атлетици на отвореном 2022.
Исланд је учествовао на 18. Светском првенству у атлетици на отвореном 2022. одржаном у Јуџину  од 15. јула до 25. јула осамнаести пут, односно на свим првенствима до данас. Репрезентацију Исланда представљао је 1 такмичар који се такмичио у бацању кладива.,.
На овом првенству такмичар Исланда није освојио ниједну медаљу нити је остварио неки резултат.

## Учесници
Мушкарци:
- Хилмар Ерн Јејсон — Бацање кладива

## Резултати

### Мушкарци
| Атлетичар         | Дисциплина     | Лични рекорд | Квалификације | Квалификације | Полуфинале | Полуфинале | Финале               | Финале       | Детаљи |
| Атлетичар         | Дисциплина     | Лични рекорд | Резултат      | Место         | Резултат   | Место      | Резултат             | Место        | Детаљи |
| ----------------- | -------------- | ------------ | ------------- | ------------- | ---------- | ---------- | -------------------- | ------------ | ------ |
| Хилмар Ерн Јејсон | Бацање кладива | 77,10 НР     | 72,72         | 11. у гр. А   |            |            | Није се квалификовао | 24 / 28 (30) |        |